# Naima Ilyas al-Ayyubi
Naima Ilyas al-Ayyubi foi a primeira mulher advogada no Egito. Em 1933, tornou-se a primeira mulher a concluir um bacharelado na Faculdade de Direito de uma universidade egípcia (nomeadamente, na Universidade do Cairo).
al-Ayyubi obteve as melhores notas de sua turma ao final do ano letivo de seu primeiro ano na Faculdade de Direito. Ela graduou-se com honras. Após a formatura, passou a estudar um doutorado.